# 戴勃
戴勃（?—?），晉朝谯郡（今安徽省濉溪县临涣）人。
戴逵长子，隨父长住会稽剡县。有父風，與弟戴顒皆為著名琴家，以琴书自娱。其父卒，不忍撥弄父琴，便自己製作了五把新琴。亦善畫，尝画《南都赋图》，陈留范宣嗟赏不已。义熙年間朝廷徵為散骑常侍，不赴任，不久卒。作品有《九州名山图》、《秦皇东游图》、《朝阳谷神图》等。